# Maria di Nazareth. Una storia che continua...
Maria di Nazareth. Una storia che continua... è  un'opera-musical incentrato sulla figura della madre di Gesù. È stato presentato in anteprima mondiale nell'Aula Nervi in Vaticano il 17 giugno 2008 alla presenza del segretario di stato Tarcisio Bertone.
Nato da un'idea di Maria Pia Liotta, che ne ha curato anche la regia, ha come protagonista Alma Manera. Il libretto è della stessa Maria Pia Liotta e di Adele Dorothy Ciampa.
Ha firmato la musica Stelvio Cipriani la struttura musicale di matrice lirico sinfonica con arrangiamenti dello stesso Stelvio Cipriani che si muovono su diversi registri di contaminazione dal musical al rock. Per la supervisione religiosa ci si è avvalsi della collaborazione di padre Stefano De Fiores,  esperto di mariologia, e di don Antonio Tarzia S.S.P..